# Tiger Force
«Тайгер Форс» (англ. Tiger Force; Отряд «Тигр») — специальное подразделение СВ США по борьбе с партизанами, существовавшее во время Вьетнамской войны. Получило известность из-за своей причастности к ряду военных преступлений в 1967 году.
Отряд «Тигр» был сформирован из бойцов 1-й бригады (1-го  батальона 327-го пехотного полка) 101-й воздушно-десантной дивизии полковником Д. Хэквортом в конце 1965 года в рамках концепции Recondo (reconnaissance commando). Численность отряда составляла 45 чел. (усиленный разведвзвод). «Тайгер Форс» особо отличился во время сражения при Туморонг (операция «Hawthorne») в июне 1966 года; его действия были отмечены президентом Джонсоном, сам батальон за это сражение получил благодарность от президента.
В 2002 году журналист газеты «Толедо Блэйд» Майкл Саллах получил в свои руки некоторые ранее не публиковавшиеся документы армии США, в которых, в частности, упоминалось о расследовании неких военных преступлений. Саллах вместе с другим журналистом Митчем Вейссом сумели получить материалы этого расследования; как выяснилось, в 1971—1975 годах американская армия расследовала преступления, совершённые отрядом «Тайгер Форс» в Южном Вьетнаме. С мая по ноябрь 1967 года военнослужащие этого подразделения, действуя в провинциях Куангнгай и Куангнам, практиковали пытки и убийства военнопленных, преднамеренные убийства мирных жителей, отрезание ушей и снятие скальпов с мёртвых. В ходе расследования было установлено, что большую часть преступлений, в том числе убийство младенца путем отрезания ему головы совершил военнослужащий по имени Сэмюэл Ибарра, однако в 1975 году расследование было завершено без выдвижения обвинений кому-либо из бывших членов отряда.
Саллах и Вейсс провели ряд интервью с солдатами, служившими в «Тайгер Форс», а также с жителями тех районов, где действовал отряд. В октябре 2003 года они опубликовали в «Толедо Блэйд» серию репортажей о преступлениях отряда. Это принесло им ряд журналистских премий, включая Пулитцеровскую премию в 2004 году. После публикаций Армия США начала пересмотр расследования 1970-х годов, однако о ходе и результатах этого пересмотра с 2004 года нет никаких сообщений.
Министерство иностранных дел Вьетнама сразу после публикации первой статьи Саллаха и Вейсса заявило, что не намерено реагировать на неё.
В 2006 году Саллах и Вейсс выпустили книгу о своём расследовании «Tiger Force: A True Story of Men and War».